# Rima San Giuseppe
Rima San Giuseppe is een gemeente in de Italiaanse provincie Vercelli (regio Piëmont) en telt 71 inwoners (31-12-2004). De oppervlakte bedraagt 36,2 km², de bevolkingsdichtheid is 2 inwoners per km².
De volgende frazioni maken deel uit van de gemeente: Rima.

## Demografie
Rima San Giuseppe telt ongeveer 46 huishoudens. Het aantal inwoners daalde in de periode 1991-2001 met 10,6% volgens cijfers uit de tienjaarlijkse volkstellingen van ISTAT.
| Jaar | Inwoneraantal |
| ---- | ------------- |
| 1991 | 85            |
| 2001 | 76            |

## Geografie
De gemeente ligt op ongeveer 975 m boven zeeniveau.
Rima San Giuseppe grenst aan de volgende gemeenten: Alagna Valsesia, Boccioleto, Carcoforo, Macugnaga (VB), Mollia, Rimasco, Riva Valdobbia.